# 251 до н. е.

## Події
- Консулами Римської республіки були Луцій Цецилій Метелл та Гай Фурій Паціл. Під проводом Метелла під час Першої Пунічної війни римляни отримали велику перемогу під Панормом, після якої карфагенянам довелося очистити майже всю Сицилію.
- при владі Аристомах I (тиран Аргосу)
- зведено іригаційну систему Ду Цзян Янь

### Астрономічні явища
- 26 травня. Часткове сонячне затемнення.[1]
- 24 червня. Часткове сонячне затемнення.[1]
- 20 листопада. Часткове сонячне затемнення.[1]